# أمراض غير سارية
يعد المرض غير الساري مرضًا لا يمكن انتقاله من فرد إلى آخر. وتشمل هذه الأمراض مرض باركينسون، مرض المناعة الذاتي، السكتة الدماغية، معظم أمراض القلب والأوعية الدموية، معظم أنواع السرطان، مرض السكري، مرض الكلى المزمنة، الفصال العظمي (التهاب المفاصل)، مرض الزهايمر، إعتام عدسة العين وغيرهم. ويمكن لهذه الأمراض أن تكون مزمنة أو حادة. ويكون غالبية هذه الأمراض غير معدية على الرغم من أن بعضها يسبب عدوى مثل الأمراض الطفيلية والذي فيه لا تتضمن دورة حياة الطفيل انتقالاً مباشرًا من المضيف إلى المضيف.
وعالميًا، تعد هذه الأمراض غير السارية السبب الرئيسي للوفاة. ففي عام 2012، بلغت نسبة هذه الأمراض 68% من حالات الوفاة (أي 38 مليون فردًا) بعد أن كانت 60% في عام 2000. وكان نصف هذه الحالات تحت سن السبعين ونصفهم من الإناث.وتزيد عوامل الخطر مثل خلفية الشخص، أسلوب حياته والبيئة في احتمالية الإصابة بالأمراض غير السارية. فسنويًا يموت 5 ملايين فرد –على الأقل- بسبب تعاطي التبغ كما تسبب السمنة بدورها في مقتل 2.8 مليون فرد. بينما حصد ارتفاع الكوليسترول في الدم 2.6 مليون حالة وفاة بالإضافة إلى 7.5 مليون وفاة ناتجة عن ارتفاع ضغط الدم.

## عوامل الخطر
تزيد عوامل الخطر مثل خلفية الشخص، أسلوب حياته والبيئة في احتمالية الإصابة بالأمراض غير السارية. علاوة على ما سبق، تتضمن هذه العوامل العمر، النوع، العوامل الوراثية (الجينات)، التعرض لتلوث الهواء وبعض السلوكيات مثل التدخين، النظام الغذائي غير الصحي والخمول البدني الذي قد يؤدي إلى ارتفاع ضغط الدم والسمنة والذي بدوره يؤدي إلى زيادة خطر الإصابة بالعديد من الأمراض غير السارية. ويمكن الوقاية من معظم هذه الأمراض لأنها ناتجة عن عوامل خطر يمكن تعديلها.
حدد تقرير منظمة الصحة العالمية لعام 2002 أهم 5 عوامل خطر للأمراض غير المعدية في المراكز العشر الأولى التي تسبب مخاطر صحية وهم: ارتفاع ضغط الدم، ارتفاع الكوليسترول، تعاطي التبغ، تعاطي الكحول والسمنة. وترتبط العوامل الأخرى التي تسبب زيادة خطر الإصابة بالأمراض غير السارية بالحالة المادية والاجتماعية للفرد بما يعرف ب«العوامل الاجتماعية الحاسمة للصحة».
فتشير الإحصائيات إلى أنه إذا تم القضاء على عوامل الخطر الرئيسية، فبإمكاننا أن نتجنب 80% من حالات مرض القلب والسكتات الدماغية بالإضافة إلى مرض السكري من النوع الثاني و 40% من حالات مرض السرطان. فتؤثر المداخلات التي تستهدف عوامل الخطر الرئيسية بصورة كبيرة في تخفيف عبء المرض في جميع أنحاء العالم. فأثبتت الدراسات أن الجهود المبذولة نحو حمية صحية أفضل وزيادة النشاط البدني بإمكانها السيطرة على انتشار الأمراض غير السارية.

## أمراض البيئة
تشمل الأمراض غير السارية العديد من أمراض البيئة والتي بدورها تغطي مجموعة واسعة من أوضاع الصحة البشرية التي يمكن تجنبها والتي لا يمكن تجنبها والتي تسببها عوامل خارجية مثل ضوء الشمس، التغذية، التلوث، واختيارات أسلوب الحياة.
وتعد أمراض الترف أمراضًا غير معدية لها أسباب بيئية.
فتشمل الأمثلة:
- عدة أنواع من أمراض القلب والأوعية الدموية
- مرض الانسداد الرئوي المزمن الناتج عن تدخين التبغ
- مرض السكري من النوع الثاني
- ألم أسفل الظهر الناتج عن قلة الحركة
- سوء التغذية الناتج عن قلة الطعام أو تناول الأنواع المضرة من الطعام.(على سبيل المثال الإسقربوط الناتج عن نقص فيتامين c )
- سرطان الجلد الناتج عن إشعاعات الشمس
- السمنة

## أمراض الوراثة
تحدث الاضطرابات الوراثية بفعل أخطاء في المعلومات الوراثية والتي ينتج عنها أمراض في الناس المصابة. وقد يرجع أصل هذه الأخطاء الوراثية إلى:
- أخطاء تلقائية أو طفرات في الجينوم:

1. تغير في عدد الكروموسومات كما في حالة متلازمة داون.
2. عيب في جين بسبب طفرة كما في حالة التليف الكيسي.
3. زيادة في عدد المعلومات الوراثية كما في حالة الخَيمَر أو حالة تغاير التلون.

يعد التليف الكيسي أحد أمثلة الأمراض الوراثية والتي تحدث بفعل طفرة لجين. فيعوق الجين المَعيب الحركة الطبيعية لكلوريد الصوديوم داخل الخلايا وخارجها والذي بدوره يجعل الأعضاء التي تفرز المخاط بصورة غير طبيعية تفرز مخاطًا سميكًا. فإذا كان الجين متنحيًا، فهذا معناه أن الشخص يحمل نسختين من الجين المَعيب له لكي يتطور إلى المرض. فيؤثر التليف الكيسي على عدة أجهزة في جسم الإنسان وهي التنفسي، الهضمي والتناسلي بالإضافة إلى تأثيره على الغدد العرقية. فالمخاط الذي يتم إفرازه سميك للغاية فيعرقل الممرات في الرئتين والقنوات الهضمية. علاوة على ما سبق، يسبب هذا المخاط مشاكل في التنفس والهضم وامتصاص المغذيات.
- الجينات الوراثية من الآباء:

1. أمراض الجينات السائدة مثل مرض هنتينغتونز، والذي يتطلب لظهوره جين واحد مصاب.
2. أمراض الجينات المتنحية والتي يتطلب لظهورها وجود جينات مصابة ولذلك هذا أحد الأسباب الذي يجعلها تعمل معًا.

تعداد الوفيات بسبب الأمراض غير السارية في كل مليون نسمة في 2012

## الصحة العالمية
يُمكِن النظر إليها على أنها أمراض متعلقة ب «نمط الحياة» وهذا بسبب أن معظم هذه الأمراض يمكن منعها. نجد أيضًا أن أغلب هذه الأمراض يسببها عادات يمكن التخلص منها مثل التدخين، شرب الكحول، العادات الغذائية السيئة مثل ( استهلاك كميات عالية من السكر، الملح والدهون المشبعة) وكذلك عدم القيام بأي مجهودات عضلية. واستنادًا على هذه الحقائق، نجد أن عدد ضحايا هذه الأمراض حاليًا يبلغ 36 مليون حالة وفاة ومن المتوقع أن تتزايد هذه الأعداد بنسبة 17-24% خلال العقد القادم.
تاريخيًا نجد أن العديد من الأمراض غير السارية كانت مصحوبة بالتقدم الاقتصادي لذلك سُميت ب (أمراض الأغنياء). ومع ذلك، ازداد عبء الأمراض غير المعدية في البلدان النامية، حيث يقدر الآن 80 ٪ من الأنواع الأربعة الرئيسية للأمراض غير السارية - أمراض القلب والأوعية الدموية والسرطانات وأمراض الجهاز التنفسي المزمنة والسكري - التي تحدث الآن في البلدان منخفضة الدخل ومتوسطة الدخل. فالعمل على الاستراتيجية العالمية للوقاية من الأمراض غير السارية والحد منها مع أيضًا وجود ثلثي الأشخاص المصابين بمرض السكري المقيمين في الدول النامية لم يجعل من الممكن اعتبار الأمراض غير السارية مجرد مشكلة تؤثر على اقتصاد بعض الدول بعينها دون الأخرى. وفي تقرير جديد لمنظمة الصحة العالمية: نجد أن الوفيات الناجمة عن الأمراض غير المعدية في ازدياد بل وواضحًا في الدول النامية. كما ذُكِر سابقًا، نجد أنه في عام 2008 وحده كانت الأمراض غير السارية السبب في 63 ٪ من حالات الوفاة في جميع أنحاء العالم. وهذا العدد من المتوقع أن يرتفع بشكل كبير في المستقبل القريب إذا لم يتم اتخاذ التدابير.
إّذا حافظت معدلات التضخم على هذه النسب خلال الأعوام المقبلة، فسنجد بحلول 2020 أن 7 حالات وفاة من كل 10 حالات في البلاد النامية سببتها الأمراض غير السارية، مما سيؤدي إلى مقتل 52 مليون شخص سنويًا في جميع أنحاء العالم بحلول عام 2030. مع مثل هذه الإحصاءات، فمن الطبيعي والمتوقع أن الكيانات الدولية مثل منظمة الصحة العالمية وشبكة التنمية البشرية التابعة للبنك الدولي أن تعتبر الوقاية من الأمراض غير السارية والسيطرة عليها مهمة أساسية خلال أجندتهم العالمية ونقاشاتهم الدورية.
ولذلك، إذا قام صناع السياسات بالعمل على جعل الوقاية من هذه الأمراض وعلاجها أولوية،  فيمكن تنفيذ تدابير مستدامة للتخلص (بل يمكن أكثر من ذلك، أن نصل إلى عكس) هذا التهديد الصحي العالمي الناشئ. وتشمل هذه التدابير المحتملة والتي يجري مناقشتها حاليًا من قبل (منظمة الصحة العالمية) – (منظمة الأغذية والزراعة) الآتي: تخفيض مستويات الملح في الأطعمة، الحد من التسويق لبعض المنتجات غير المناسبة مثل الأطعمة غير الصحية والمشروبات غير الكحولية للأطفال، فرض ضوابط على من يتعاطى الكحول بشكل ضار وزيادة الضرائب على التبغ وسن القوانين للحد من التدخين في الأماكن العامة.

## الاقتصاد
في السابق كان يمكن اعتبار الأمراض غير السارية تتمركز غالبًا في الدول ذات الدخل الاقتصادي المرتفع. وعلى النقيض، تتمركز الأمراض المعدية غالبًا في الدول ذات الدخل الاقتصادي القليل. تم تقدير عبء هذه الامراض بما يقارب ال 85 ٪ من الأمراض في الدول الصناعية، و 70 ٪ في الدول ذات الدخل المتوسط، وحوالي 50 ٪ في البلدان ذات الدخل الأقل. في عام 2008 شكلت الأمراض غير السارية أكثر من 60 ٪ (تقريبًا  35 مليون) من 57 مليون حالة وفاة في جميع أنحاء العالم. وبالنظر إلى التوزيع السكاني العالمي فإن ما يقرب من 80 ٪ من الوفيات بسبب الأمراض غير السارية في جميع أنحاء العالم تحدث الآن في البلدان المنخفضة والمتوسطة الدخل، في حين أن 20 ٪ فقط تحدث في البلدان ذات الدخل المرتفع.
نجد أن التقارير المحلية للدول تعرب عن مدى معاناتها بسبب الخسائر الجسيمة التي تسببت بها حالات الوفاة المفاجئة أو عدم القدرة ع العمل الذي ينتج بسبب أمراض القلب، السكتات الدماغية والسكر. فعلى سبيل المثال نجد أنه من المتوقع أن تخسر الصين مايقارب ال 558 مليار دولار من دخلها القومي بين عامي 2005 و 2015 نتيجة الموت المبكر. ونفس هذه الأمراض نجد أنها تسببت في خسارة البرازيل 3 مليارات دولار والهند 9 مليارات دولار  فقط في عام 2005.
التغيب والوجودية
تتضمن الأعباء الاقتصادية  للأمراض غير السارية أيضًا الحالة النفسية التي يستشعرها العامل أثناء أوقات العمل، فنجد أن معدلات التغيب عن العمل ارتفعت بشكل ملحوظ أو حتى عدم الحضور بسبب حالات الإعياء. أيضّا الحضور إلى العمل ولكن ينتج الفرد أقل من المعدل الطبيعي له بسبب ضعف حالته الصحية. على سبيل المثال، عانت المملكة المتحدة من خسارة حوالي 175 مليون يوم بسبب التغيب بعذر مرضي خلال عام 2006 في تعداد سكاني عامل يبلغ قدره 37.7 مليون. وبلغت الخسارة الناتجة عن التغيب بسبب المرض بحوالي 20 مليار دولار في نفس العام. كذلك الخسائر الناتجة عن «الحاضر الغائب»-الحضور ولكن بكفاءة اقل- بنفس القدر أو أعلى خلال نفس العام، ولكن طرق التحليل الاقتصادي لعملية «الحاضر الغائب» هذه مازلت قيد التطوير، كما يزال تطوير طرق مقارنة مدى تأثير مكان العمل مقابل عوامل أخرى مثل الظروف الصحية قيد التطوير أيضًا.

## الأمراض الرئيسية

### السرطان
بالنسبة للعديد من أنواع السرطان، ترتبط عوامل الخطر بالبيئة أو بنمط الحياة أكثر. وعليه فإن السرطان يعد من الأمراض غير السارية التي يمكن تفاديها. فيمكن منع نسبة الإصابة بمرض السرطان بأكثر من 30% عن طريق تفادي عوامل الخطر ومنها: التبغ، كون الإنسان سمينًا أو السمنة، انخفاض نسبة الفاكهة والخضراوات، قلة النشاط البدني، الكحول، الأمراض المنقولة بالاتصال الجنسي وتلوث الهواء. وتعد عوامل العدوى السبب في بعض أنواع السرطان. فعلى سبيل المثال، يسبب تقريبًا فيروس الورم الحليمي البشري كل سرطانات عنق الرحم.

### مرض القلب والأوعية الدموية
عام 1949، أجريت الدراسات الأولية فيما يتعلق بصحة القلب والأوعية الدموية على يد جيري موريس باستخدام بيانات الصحة المهنية والتي نُشِرت عام 1958. فيعمل البحث الطبي البيولوجي بدراسة أسباب، منع وعلاج كل أشكال أمراض القلب والأوعية الدموية معتمدة على مئات الأبحاث العلمية التي تُنشر بصورة أسبوعية. وتحديدًا في أوائل ال 2000، ظهر اتجاه جديد والذي أظهرت العديد من الأبحاث فيه وجود صلة بين الطعام السريع وزيادة في أمراض القلب. وتضمنت هذه الدراسات التي قام بها معهد رايان ماكي للبحوث التذكارية، جامعة هارفارد ومركز سيدني لصحة القلب والأوعية الدموية. احتجت العديد من سلاسل مطاعم الوجبات السريعة الكبيرة خصوصًا ماكدونالدز على الطرق التي تم استخدامها في هذه الدراسات وبالفعل استجابت لها عن طريق قائمة طعام أكثر صحة.
يوجد تركيز إلى حد ما فيما يتعلق بالالتهاب منخفض الدرجة الذي يعد من علامات تصلب الشرايين وتدخلاته المحتملة. ويعد البروتين الارتكاسي علامة شائعة لوجود الالتهابات والتي ثُبِتَ بنسبة مرتفعة في المرضى المعرضين لخطر الإصابة بأمراض القلب. علاوة على ما سبق، يعد الأستيورتيجين والذي يشارك عامل النسخ الالتهابي الذي يسمى (NF-κB C) أحد عوامل الخطر التي تؤدي  إلى أمراض القلب والوفاة.

### مرض السكري
يعد مرض السكري من النوع الثاني حالة مزمنة والذي يمكن بصورة كبيرة تجنبه والتحكم فيه ولكن من الصعب الشفاء منه. فيركز جزء التحكم فيها على المحافظة على مستوى السكر بالدم قريبًا من المعدل الطبيعي «سوائية سكر الدم» قدر الممكن دون تعريض حياة المريض للخطر. وهذا يمكن تنفيذه مع ضبط الحمية الغذائية، التمرين، استخدام الوصفات الطبية المناسبة (بينما يتم استخدام الأنسولين فقط في مرض السكري من الدرجة الأولى، يمكن استخدام الأدوية عبر الفم في حالة المرض من الدرجة الثانية. هذا بالإضافة إلى الأنسولين).
يعد تثقيف المريض، وفهمه ومشاركته أمرًا حيويًا حيث أن تعقيدات مرض السكري أقل شيوعًا وأقل حدة عند الأشخاص ذي مستوي سكر منضبط في الدم. وتسرع مشاكل الصحة على نطاق أوسع الآثار المؤذية لمرض السكري. وهذا يتضمن التدخين، نسبة الكوليسترول المرتفعة في الدم، السمنة، ارتفاع ضغط الدم بالإضافة إلى قلة التمارين الرياضية.

### مرض الكلى المزمنة
على الرغم من أن مرض الكلى المزمنة لا يُصَنف حاليًا كأحد أهداف منظمة الصحة العالمية لمكافحة الأمراض غير السارية، إلا أنه توجد أدلة دامغة على أن مرض الكلى المزمنة ليس فقط شائعًا، مؤذيًا ويمكن علاجه بل ويعد عاملاً مساهمًا في حالات ونتائج ما لا يقل عن 3 من الأمراض التي تستهدفها منظمة الصحة العالمية(مرض السكري، ارتفاع ضغط الدم ومرض الكلى المزمنة). فيهيّئ مرض الكلي المزمنة بشدة إلى مرض ارتفاع ضغط الدم وأمراض القلب. فيلعب مرض السكري، ارتفاع ضغط الدم وأمراض القلب والأوعية الدموية دورًا مهمًا في خطر الإصابة بمرض الكلى المزمنة أو تفاقم المرض. علاوة على ما سبق، من بين الأشخاص المصابين بمرض السكري، ارتفاع ضغط الدم أو أمراض القلب، تعد المجموعة المصابة بمرض الكلى المزمنة هي الأكثر عرضة للنتائج السلبية وارتفاع تكاليف الرعاية الصحية. وبالتالي، ترتبط أمراض الكلى المزمنة، السكري وأمراض القلب والأوعية الدموية ارتباطًا وثيقًا حيث أنها غالبًا ما تتواجد مع بعضها البعض بل وتتشارك في نفس عوامل الخطر والعلاج أيضًا. ولذلك سيتم الاستفادة من وضع منهج منسق المنع والمكافحة.

### مرض الجهاز التنفسي المزمن
يصيب مرض الجهاز التنفسي المزمن الرئتين والمجاري الهوائية. فوفقًا لمنظمة الصحة العالمية، يعاني مئات الملايين من البشر يوميًا من أمراض الجهاز التنفسي المزمنة. وتعد أمراض الجهاز التنفسي المزمنة الشائعة هي الربو، المرض الرئوي المسد المزمن، المرض الرئوي المهني وفرط ضغط الدم الرئوي. وعلى الرغم من أن أمراض الجهاز التنفسي المزمنة لا يمكن علاجها، إلا أنه توجد العديد من الأدوية الموجودة التي يمكن بدورها أن تحسن من حياة الأشخاص المصابين بها.  وتتضمن معظم العلاجات على تمدد المجاري الهوائية الرئيسية لتحسين ضيق التنفس من بين أعراض أخرى. وتعد عوامل الخطر الرئيسية التي تعمل على زيادة الإصابة هي تدخين التبغ، تلوث الهواء الداخلي والخارجي، مسببات الحساسية والمخاطر المهنية.

## مجموعة الأمراض المزمنة
وتشمل 6 مجموعات رئيسية، وهي:
- أمراض القلب والأوردة مثل السكتات القلبية والدماغية وارتفاع ضغط الدم.
- السرطان بأنواعه.
- أمراض الجهاز التنفسي المزمنة، مثل الأزمة والانسداد الرئوي المزمن.
- أمراض الكلى.
- التصلب المتعدد.
- أمراض الكبد.
- داء السكري.

والأمراض المزمنة هي مشكلة عالمية، وفي العقود الماضية شهدت أرقامها ارتفاعًا ملحوظًا. أدت التغييرات في أنماط السلوك الغذائي والنشاط الجسمي أما في البلاد العربية فقد إلى حدوث تغييرات في معدلاتها وارتفاعها. وتشكل الأمراض المزمنة في العالم العربي تحديا لصناع القرار وواضعي الاستراتيجيات الصحية والطبية عربيًا.

## خصائص الأمراض المزمنة
لا تنتقل عن طريق العدوى، فهي ليست ناجمة عن البكتيريا أو الفيروسات.فتكون عادة الإصابة بها صامتة، وقد لا ينتبه المريض لها إلا بعد بدء حدوث المضاعفات مثل مرض ارتفاع ضغط الدم.فترتبط بالسلوك الغذائي والحركي للأفراد والمجتمعات، فمثلاً داء السكري يرتبط بزيادة الوزن والبدانة، وترتبط أمراض الجهاز التنفسي بالتدخين.ويمتد عادة علاجها عادة إلى بقية عمر الشخص وليس لفترة معينة. فمثلاً يحتاج مريض ارتفاع ضغط الدم عادة إلى المواظبة على العلاج لآخر عمره، وليس لفترة مؤقتة تنتهي بزوال المرض. ويكون علاجها عادة مكلفًا ويتضمن مراحل قد تكون مزعجة للمريض، مثل العلاج الكيماوي والإشعاعي للسرطان.
وتتسبب الأمراض المزمنة سنويا قرابة 36 مليون وفاة عالميًا، وتحدث 80% من الوفيات في البلدان الفقيرة والنامية. وبلغت 9 ملايين من وفيات الأمراض المزمنة أشخاصًا أعمارهم تحت سن الـ60 عامٍا، و90% منهم في الدول الفقيرة والنامية. وتتوزع وفيات الأمراض المزمنة على مجموعاتها المختلفة كالآتي:
أمراض القلب مسؤولة عن 17.3 مليون وفاة، السرطانات 7.6 ملايين، أمراض الجهاز التنفسي 4.2 ملايين، وداء السكري 1.3 مليون.

## عوامل الخطر
هي العوامل التي تقوم مستقلة أو مجتمعة بالتسبب بحدوث الأمراض المزمنة وتقسم إلى مجموعتين:
- عوامل يمكن تعديلها وهي:

1. تدخين السجائر والنرجيلة أي استعمال التبغ ومشتقاته.
2. قلة النشاط الحركي والميل إلى الخمول.
3. تباع نظام غذاء غير صحي أي التركيز على تناول المواد الغذائية الغنية بالدهون والتقليل من تناول الخضار والفواكه.
4. تعاطي الخمور.
5. ارتفاع ضغط الدم.
6. زيادة الوزن والبدانة.
7. ارتفاع مستوى السكر في الدم.
8. ارتفاع مستوى الدهنيات في الدم.

- عوامل لا يمكن تعديلها:

1. العمر: كلما زاد العمر زادت احتمالية الإصابة بالأمراض المزمنة.
2. الوراثة: تلعب الوراثة دوراً لا يستهان به في الإصابة ببعض الأمراض المزمنة مثل السكري وسرطان الثدي.
3. الجنس: بعض الأمراض المزمنة تكون أكثر شيوعاً بين الرجال من النساء مثل ارتفاع ضغط الدم.

وتشير بيانات منظمة الصحة العالمية إلى أن عوامل الخطر تساهم بالنسب التالية من وفيات الأمراض المزمنة: ارتفاع ضغط الدم مسؤول عن 16.5% من مجموع الوفيات الناجمة عن الأمراض المزمنة، استعمال التبغ: 9% من الوفيات، ارتفاع مستوى السكر في الدم: 6%، قلة النشاط الجسدي: 6%، زيادة الوزن والبدانة: 5%، عدم تناول كمية كافية من الخضار والفواكه: 5% من الوفيات.

## آثار الأمراض المزمنة
- تقليل نوعية حياة الأفراد: حيث تؤثر نوعية الحياة التي يحياها المصاب والذي بدوره يؤثر على الأسرة وعلى أفرادها بالتحديد لأن متطلبات هذه الأسر الاقتصادية والنفسية والاجتماعية ستكون أكثر من الأسر التي لا يوجد فيها شخص مصاب بمرض مزمن وكذلك الوفاة المبكرة.
- خسارة الأمة للأيدي العاملة نتيجة الوفيات المبكرة والإعاقة الناتجة عن الأمراض.
- تكاليف الرعاية الصحية للأمراض المزمنة تضع ضغوطا على ميزانيات الدول، لأنه يعني تعاطي الأدوية لفترة طويلة ومستمرة وخصوصًا أن تكلفة الأدوية التي توصف للأمراض المزمنة عالية خاصة مع استفحال المرض وتطور مضاعفاته، لذا فإن إضافة النفقات الناتجة عن علاج مضاعفات المرض تؤدي إلى زيادة عالية جدًا في التكلفة وهذا بدوره ينعكس سلبيًا على موازنة وزارة الصحة.

## الأمراض غير المعدية في العالم العربي
وفقًا لنتائج دراسة العبء العالمي للأمراض 2010، زاد عبء الأمراض غير المعدية في العالم العربي رغم الاختلافات بين الدول في مستويات الدخل المختلفة. انتشار عوامل الخطر السلوكية، بما في ذلك تعاطي التبغ والتدخين، والوجبات الغذائية غير الصحية، والخمول البدني، وبلغت السمنة لدى البالغين والأطفال مستوى مثيرًا للقلق. علي الرغم من الأدلة الوبائية، كانت استجابة السياسة للأمراض غير المعدية ضعيفة جدًا. وحتى الآن، لم تعط الحكومات العربية أولوية كافية للتصدي لارتفاع معدل انتشار الأمراض غير المعدية مع وجود اختلافات في السياسات بين الدول وضعف التنفيذ في العموم. وقد تم بالفعل تحديد تدخلات الوقاية والعلاج الفعالة من حيث التكلفة. وسيعالج تنفيذ هذه التدخلات، بدءًا باتخاذ إجراءات فورية بشأن الحد من الملح وتشديد تنفيذ مكافحة التبغ والتقليل من استخدامه، الانخفاض في عوامل الخطر الرئيسي. سيتطلب تنفيذ استجابة فعالة لأزمة الأمراض غير المعدية التزامًا سياسيًا كالعمل متعدد القطاعات، تعزيز النظم الصحية، ورصد وتقييم التقدم. وينبغي مساءلة الحكومات العربية عن التزاماتها تجاه الأمم المتحدة بمعالجة الأزمة. ومن شأن المشاركة في إطار الرصد العالمي للأمراض غير المعدية أن تعزز المساءلة عن الإجراءات العملية. فالعبء البشري والاقتصادي لا يترك مجالاً لعدم العمل. 

### اهتمام العالم العربي بالمشكلة
أصبح لدى العالم العربي إدراك متزايد بضخامة مشكلة الأمراض غير المعدية وأثارها الاقتصادية والصحية. ولديه قوة دفع جديدة للعمل. وقد عُقِد إعلان الرياض الرفيع المستوى (أيلول/سبتمبر 2019)، والذي كان أول استجابة إقليمية الإعلان السياسي للأمم المتحدة بشأن الأمراض غير المعدية، تحت رعاية المملكة العربية السعودية وتعهد بالتعاون والالتزام المتعدد من الحكومات والمجتمع المدني في العالم العربي والشرق الأوسط لتوسيع نطاق مكافحة الأمراض غير المعدية وتنفيذ الإعلان السياسي للجمعية العامة للأمم المتحدة بشأن الوقاية من الأمراض غير المعدية ومكافحتها. كما تعهد إعلان الرياض بالنهوض بتنفيذ أفضل التدخلات في العالم العربي، والتي تشمل جميع القطاعات ذات الصلة والمجتمع المدني.
يعتمد التنفيذ الناجح إعلان الرياض على قدرات الدول في التغلب على بعض العوائق التي كانت تبطئ التقدم في مكافحة الأمراض غير المعدية، مثل عدم كفاية التعاون بين القطاعات، وإعطاء الأولوية للحد من الأمراض غير المعدية، وتمويل الوقاية والعلاج. وسيؤدي تأييد رؤساء الحكومات إلى اتخاذ إجراءات في جميع القطاعات لتنفيذ استراتيجيات وقائية فعالة على نطاق السكان يمكن أن يكون لها أثر سريع على الانخفاض في الأمراض غير المعدية.

### الأمراض غير المعدية في مصر
مع أحد أصغر المناطق السكانية في العالم، تحصد المنطقة العربية فوائد اقتصادية من المكاسب الديمغرافية بشرط وضع السياسات والاستثمارات التعليمية والعمالية المناسبة على الرغم من أن العبء البشري والاقتصادي للأمراض غير المعدية قد يبعد هذا الاحتمال عن مساره. وبالإضافة إلى حتم زيادة الإنفاق على الصحة والرعاية الاجتماعية، فإن الأمراض غير المعدية تخفض أيضًا من اليد العاملة. فقد أظهر تحليل العبء الاقتصادي للأمراض غير المعدية في مصر، على سبيل المثال أن الاشخاص الذي لديهم أمراض غير معدية يعملون ساعات أقل (22 ساعة في الإسبوع) مما خفض إجمالي المعروض من اليد العاملة إلى 19 بالمئة مما يؤدي إلى خسارة إجمالية تقدر ب 12% في الناتج المحلي الإجمالي للبلاد. وتؤكد هذه التحليلات علي ضرورة التصدي لتزايد الأمراض غير المعدية في العالم العربي كضرورة انمائية. وفي المستقبل، ينبغي للبلدان العربية أن تشارك في الكم الهائل من النشاط الدولي الذي يحدث الآن للحد من انتشار الأمراض غير المعدية، لاسيما وأن الأهداف الانمائية الألفية ستنتهي في عام 2015. وقد أظهرت التجربة في العالم العربي وفي أماكن أخرى، أه الأهداف الواضحة تزيد من المساءلة، التي نحن في أمس الحاجة إليها.

## إستراتيجيات التصدي للأمراض المزمنة
تقليل عوامل الخطر، مثل فرض المزيد من الضرائب على صناعة التبغ لتقليل معدلات التدخين، وتشجيع الناس على ممارسة الرياضة، توفير الرعاية الصحية الأولية للكشف عن الأمراض المزمنة في مراحلها المبكرة قبل تطورها. وهذا يؤدي إلى تحسين نوعية حياة الأفراد وتقليل كلفة العلاج اللاحق التي ستكون أكبر عند استفحال المرض وتطور مضاعفاته. بل وتوسيع مظلة التأمين الصحي ليشمل الأمراض المزمنة. وُيقَدر أن التأمين الصحي في دول العالم المتقدم يغطي الأمراض المزمنة بمقدار أربعة أضعاف أفضل من الدول الفقيرة والنامية، وهذا يفسر انخفاض نسب الوفيات الناجمة عن هذه الأمراض فيها وارتفاعها في الدول الفقيرة.

## الأمراض غير السارية والنوع الاجتماعي
لدى النساء والرجال مستويات مختلفة فيما يتعلق نسبة البدانة لدى البالغين ( مؤشر كتلة الجسم > 30) الانتشار (%)، 2010، ومدى التعرض لعوامل الخطر بالنسبة للأمراض غير السارية. فتعد النساء أكثر عرضة للبدانة بنسبة كبيرة عن الرجال. فبحسب دراسة أجريت على دول أمريكا اللاتينية ومنطقة الكاريبي، وجد أن 40% من النساء في كندا وأكثر من 70% من النساء في نيكاراغوا وبليز يعانون من زيادة الوزن أو السمنة المفرطة. وبالتالي، تؤدي نسب النساء العالية في البدانة إلى زيادة مدى تعرضهن لخطر الإصابة بالأمراض غير السارية وبخاصة مرض السكري.
و يمكن للمعايير النوع الاجتماعي أن تتنبأ بمدى خطر الإصابة بالأمراض غير السارية في الوقت الحالي والمستقبل. فقد تؤدي العادات الاجتماعية فيما يتعلق بالحركة الجسدية إلى تقليص فرص المرأة في المشاركة في هذه الأنشطة. وهذا بدوره يعكس مدى التباين بين الرجل والمرأة بشأن الحركة الجسدية. علاوة على ما سبق، ترى العديد من المجتمعات أن تدخين التبغ معيار ذكوري مرغوب. وعالميًا، بلغت نسبة المدخنين الرجال البالغين 48% مقارنة ب12% من المدخنات النساء. ونتيجة لما سبق، يعد الرجال أكثر عرضة بكثير إلى خطر الموت نتيجة سرطان الرئة. وعلى الرغم من أن معدل المدخنين الرجال ينخفض ببطئ، إلا أن من المرجح أن يزيد معدل المدخنات النساء إلى 20% بحلول عام 2015. فمن الممكن أن يعد نهج شركات السجائر في التسويق كوسيلة لتحسين وضع المرأة الاجتماعي والحالة السياسية سببًا خلف أن المزيد من النساء الشابات يصممن على التدخين.